# العلاقات الإريترية السورينامية
العلاقات الإريترية السورينامية هي العلاقات الثنائية التي تجمع بين إريتريا وسورينام.

## مقارنة بين البلدين
هذه مقارنة عامة ومرجعية للدولتين:
| وجه المقارنة                                              | إريتريا                                      | سورينام                        |
| --------------------------------------------------------- | -------------------------------------------- | ------------------------------ |
| المساحة (كم2)                                             | 117.60 ألف                                   | 163.27 ألف                     |
| عدد السكان (نسمة)                                         | 6.33 مليون                                   | 563.40 ألف                     |
| الكثافة السكانية (ن./كم²)                                 | 53.83                                        | 3.45                           |
| العاصمة                                                   | أسمرة                                        | باراماريبو                     |
| اللغة الرسمية                                             | اللغة التغرينية، اللغة العربية، لغة إنجليزية | اللغة الهولندية                |
| العملة                                                    | ناكفا                                        | دولار سورينامي، غيلدر سورينامي |
| الناتج المحلي الإجمالي (بليون دولار)                      | 2.61 مليار                                   | 3.32 مليار                     |
| الناتج المحلي الإجمالي (تعادل القوة الشرائية) بليون دولار |                                              | 9.07 مليار                     |
| الناتج المحلي الإجمالي الاسمي للفرد دولار أمريكي          |                                              | 9.48 ألف                       |
| الناتج المحلي الإجمالي للفرد دولار أمريكي                 |                                              | 16.64 ألف                      |
| مؤشر التنمية البشرية                                      | 0.391                                        | 0.714                          |
| رمز المكالمات الدولي                                      | +291                                         | +597                           |
| رمز الإنترنت                                              | .er                                          | .sr                            |
| المنطقة الزمنية                                           | ت ع م+03:00                                  | 00                             |

## منظمات دولية مشتركة
يشترك البلدان في عضوية مجموعة من المنظمات الدولية، منها:
| علم المنظمة | اسم المنظمة                                 | تاريخ انضمام إريتريا | تاريخ انضمام سورينام |
| ----------- | ------------------------------------------- | -------------------- | -------------------- |
|             | مؤسسة التمويل الدولية                       | 11 أكتوبر 1995       | 1 سبتمبر 2011        |
|             | منظمة حظر الأسلحة الكيميائية                | ?                    | ?                    |
|             | يونسكو                                      | 2 سبتمبر 1993        | 16 يوليو 1976        |
|             | الاتحاد الدولي للاتصالات                    | 6 أغسطس 1993         | 15 يوليو 1976        |
|             | الأمم المتحدة                               | 28 مايو 1993         | 4 ديسمبر 1975        |
|             | منظمة الشرطة الجنائية الدولية               | ?                    | ?                    |
|             | البنك الدولي للإنشاء والتعمير               | 6 يوليو 1994         | 27 يونيو 1978        |
|             | الاتحاد البريدي العالمي                     | ?                    | ?                    |
|             | وكالة ضمان الاستثمار متعدد الأطراف          | 10 سبتمبر 1996       | 2 يوليو 2003         |
|             | مجموعة دول أفريقيا والكاريبي والمحيط الهادئ | ?                    | ?                    |

## وصلات خارجية
- موقع وزارة الخارجية السورينامية